# Zbica
Zbica – wieś w Polsce, położona w województwie opolskim, w powiecie namysłowskim, w gminie Świerczów.
| SIMC    | Nazwa | Rodzaj     |
| ------- | ----- | ---------- |
| 0503936 | Wołcz | przysiółek |

W latach 1975–1998 miejscowość administracyjnie należała do ówczesnego województwa opolskiego.